# Championnat de France féminin de handball de Nationale 1 2016-2017
Navigation
Nationale 1 2015-2016 Nationale 1 2017-2018
Le championnat de France féminin de handball de Nationale 1 est le troisième niveau de cette discipline en France, derrière la Division 2. La Nationale 1 se compose de trois poules de 12 clubs et comprend quelques réserves de clubs de Division 1 (LFH). Le premier de chaque groupe est promu en Division 2. Les 2 derniers de chaque groupe (au total 6) descendent en Nationale 2.

## Les clubs de l'édition 2016-2017

### Poule 1

#### Composition
| \| Montargis Colombelles Bergerac Angoulême Landi Lampaul Pessac Fleury-les-Aubrais Octeville Rochechouart Conflans Nantes Bègles \| Localisation des clubs engagés dans le championnat Poule 1. |
| Montargis Colombelles Bergerac Angoulême Landi Lampaul Pessac Fleury-les-Aubrais Octeville Rochechouart Conflans Nantes Bègles                                                                   |

| Club                            | Département      | 2015-2016          |
| ------------------------------- | ---------------- | ------------------ |
| HB Octeville-sur-Mer            | Manche           | 2e poule 1         |
| CA Colombelles                  | Calvados         | 3e poule 1         |
| Rochechouart – Saint-Junien     | Haute-Vienne     | 4e poule 1         |
| Nantes Loire Atlantique HB rés. | Loire-Atlantique | 5e poule 1         |
| Bergerac Handball               | Dordogne         | 5e poule 3         |
| CJF Fleury-les-Aubrais rés.     | Loiret           | 6e poule 1         |
| CA béglais                      | Gironde          | 6e poule 3         |
| Angoulême Charente handball     | Charente         | 7e poule 1         |
| Stade pessacais UC              | Gironde          | 9e poule 1         |
| Landi – Lampaul                 | Finistère        | 10e poule 1        |
| USM Montargis                   | Loiret           | 1er Nat. 2 poule 2 |
| HBC Conflans                    | Yvelines         | 2e Nat. 2 poule 2  |

#### Classement
|    | Équipe                          | Pts | J  | G  | N | P  | Bp  | Bc  | Diff |
| -- | ------------------------------- | --- | -- | -- | - | -- | --- | --- | ---- |
| 1  | HB Octeville-sur-Mer            | 58  | 22 | 17 | 2 | 3  | 616 | 531 | 85   |
| 2  | Rochechouart – Saint-Junien     | 55  | 22 | 16 | 1 | 5  | 615 | 568 | 47   |
| 3  | Bergerac Handball               | 51  | 22 | 14 | 1 | 7  | 653 | 577 | 76   |
| 4  | Stade pessacais UC              | 47  | 22 | 12 | 1 | 9  | 566 | 530 | 36   |
| 5  | Nantes Loire Atlantique HB rés. | 46  | 22 | 11 | 2 | 9  | 631 | 645 | -14  |
| 6  | CA Colombelles                  | 44  | 22 | 12 | 0 | 10 | 619 | 606 | 13   |
| 7  | Angoulême Charente handball     | 44  | 22 | 10 | 2 | 10 | 602 | 594 | 8    |
| 8  | USM Montargis P                 | 41  | 22 | 9  | 1 | 12 | 621 | 637 | -16  |
| 9  | Landi – Lampaul                 | 40  | 22 | 7  | 4 | 11 | 546 | 581 | -35  |
| 10 | CJF Fleury Loiret rés.          | 36  | 22 | 7  | 1 | 14 | 511 | 562 | -51  |
| 11 | CA béglais                      | 35  | 22 | 5  | 3 | 14 | 552 | 585 | -33  |
| 12 | HBC Conflans P                  | 28  | 22 | 2  | 2 | 18 | 546 | 662 | -116 |

|   | Accession en Division 2       |
|   | Relégué en Nationale 2        |
|   | Repêché                       |
| R | Relégué de Division 2 en 2016 |
| P | Promu de Nationale 2 en 2016  |

### Poule 2

#### Composition
| \| Lomme Val D'Orge Metz Achenheim–Tr. Alfortville Sambre Avesnois Issy Strasbourg Dijon Besançon Palente Orchamps Aulnay \| Localisation des clubs engagés dans le championnat Poule 2. |
| Lomme Val D'Orge Metz Achenheim–Tr. Alfortville Sambre Avesnois Issy Strasbourg Dijon Besançon Palente Orchamps Aulnay                                                                   |

| Club                                | Département        | 2015-2016         |
| ----------------------------------- | ------------------ | ----------------- |
| Achenheim Truchtersheim Handball    | Bas-Rhin           | 2e poule 2        |
| Metz Handball rés.                  | Moselle            | 3e poule 2        |
| Sambre Avesnois Handball            | Nord-Pas-de-Calais | 4e poule 2        |
| ASPTT Strasbourg                    | Bas-Rhin           | 5e poule 2        |
| Union sportive Alfortville Handball | Val-de-Marne       | 6e poule 2        |
| Aulnay HB                           | Seine-Saint-Denis  | 8e poule 1        |
| Lomme Lille Métropole               | Nord-Pas-de-Calais | 8e poule 2        |
| AS Palente Orchamps HB Besançon     | Doubs              | 7e poule 2        |
| Val d'Orge HBF                      | Essonne            | 9e poule 2        |
| Issy Paris Hand rés.                | Hauts-de-Seine     | 10e poule 2       |
| Cercle Dijon Bourgogne 21 rés.      | Côte-d'Or          | 1er Nat.2 poule 3 |
| ES Besançon rés.                    | Doubs              | 2e Nat.2 poule 3  |

#### Classement
|    | Équipe                              | Pts  | J  | G  | N | P  | Bp  | Bc  | Diff |
| -- | ----------------------------------- | ---- | -- | -- | - | -- | --- | --- | ---- |
| 1  | Sambre Avesnois Handball            | 57   | 55 | 16 | 3 | 3  | 648 | 567 | 81   |
| 2  | Metz Handball rés.                  | 54   | 22 | 16 | 1 | 5  | 642 | 545 | 97   |
| 3  | Achenheim Truchtersheim Handball    | 53   | 22 | 14 | 3 | 5  | 591 | 520 | 71   |
| 4  | Lomme Lille Métropole               | 48   | 22 | 11 | 4 | 7  | 600 | 561 | 39   |
| 5  | ES Besançon rés. P                  | 44   | 22 | 10 | 2 | 10 | 581 | 594 | -13  |
| 6  | Cercle Dijon Bourgogne 21 rés. P    | 43   | 22 | 10 | 1 | 11 | 572 | 614 | -42  |
| 7  | Union sportive Alfortville Handball | 42   | 22 | 9  | 2 | 11 | 559 | 584 | -25  |
| 8  | ASPTT Strasbourg                    | 42   | 22 | 8  | 4 | 10 | 616 | 611 | 5    |
| 9  | AS Palente Orchamps                 | 39-7 | 22 | 11 | 2 | 9  | 558 | 559 | -1   |
| 10 | Issy Paris Hand rés.                | 38   | 22 | 7  | 2 | 13 | 596 | 614 | -18  |
| 11 | Val d'Orge HBF                      | 32   | 22 | 4  | 5 | 16 | 511 | 575 | -64  |
| 12 | Aulnay HB                           | 28   | 22 | 2  | 2 | 18 | 521 | 651 | -130 |

|   | Accession en Division 2       |
|   | Relégué en Nationale 2        |
|   | Repêché                       |
| R | Relégué de Division 2 en 2016 |
| P | Promu de Nationale 2 en 2016  |

1. ↑  Le club est pénalisé de 7 points[1]

### Poule 3

#### Composition
| \| Toulouse Nice Aix-en-Pce Toulon Bouillargues St-Étienne–Andrézieux Antibes Bruguières La Garde Bayonne Bordes Le Pouzin \| Localisation des clubs engagés dans le championnat Poule 3. |
| Toulouse Nice Aix-en-Pce Toulon Bouillargues St-Étienne–Andrézieux Antibes Bruguières La Garde Bayonne Bordes Le Pouzin                                                                   |

| Club                              | Département          | 2015-2016         |
| --------------------------------- | -------------------- | ----------------- |
| Le Pouzin HB 07                   | Ardèche              | 2e poule 3        |
| Sun A.L. Bouillargues             | Gard                 | 3e poule 3        |
| Antibes                           | Alpes-Maritimes      | 4e poule 3        |
| Toulon-St Cyr rés.                | Var                  | 7e poule 3        |
| Bruguières OC 31                  | Haute-Garonne        | 8e poule 3        |
| HB Gardéen                        | Var                  | 9e poule 3        |
| Saint-Étienne Andrézieux HB       | Loire                | 10e poule 3       |
| Toulouse Féminin Handball         | Haute-Garonne        | 11e poule 3       |
| Bordes Sport                      | Pyrénées-Atlantiques | 1er Nat.2 poule 1 |
| Union du Pays d'Aix Bouc Handball | Bouches-du-Rhône     | 1er Nat.2 poule 4 |
| Aviron bayonnais                  | Pyrénées-Atlantiques | 2e Nat.2 poule 1  |
| OGC Nice CA HB rés.               | Alpes-Maritimes      | 2e Nat.2 poule 4  |

#### Classement
|    | Équipe                        | Pts | J  | G  | N | P  | Bp  | Bc  | Diff |
| -- | ----------------------------- | --- | -- | -- | - | -- | --- | --- | ---- |
| 1  | Sun A.L. Bouillargues         | 60  | 22 | 19 | 0 | 3  | 691 | 552 | 139  |
| 2  | Le Pouzin HB 07               | 55  | 22 | 16 | 1 | 5  | 668 | 510 | 158  |
| 3  | Union du Pays d'Aix Bouc HB P | 54  | 22 | 15 | 2 | 5  | 694 | 614 | 80   |
| 4  | OGC Nice CA HB rés. P         | 53  | 22 | 14 | 3 | 6  | 617 | 536 | 81   |
| 5  | Bruguières OC 31              | 50  | 22 | 12 | 4 | 6  | 531 | 513 | 18   |
| 6  | Toulon-St Cyr rés.            | 48  | 22 | 12 | 2 | 8  | 583 | 583 | 0    |
| 7  | Bordes Sport P                | 44  | 22 | 10 | 2 | 10 | 545 | 525 | 20   |
| 8  | Saint-Étienne Andrézieux HB   | 40  | 22 | 8  | 2 | 12 | 553 | 591 | -38  |
| 9  | Toulouse Féminin Handball     | 38  | 22 | 7  | 2 | 13 | 602 | 618 | -16  |
| 10 | Aviron bayonnais P            | 34  | 22 | 5  | 2 | 15 | 539 | 659 | -120 |
| 11 | HB Gardéen                    | 28  | 22 | 2  | 2 | 18 | 486 | 599 | -113 |
| 12 | Antibes                       | 23  | 22 | 1  | 0 | 21 | 484 | 693 | -209 |

|   | Accession en Division 2       |
|   | Relégué en Nationale 2        |
| R | Relégué de Division 2 en 2016 |
| P | Promu de Nationale 2 en 2016  |

## Finalités
Le titre de champion de France se joue entre Bouillargues, meilleur premier de groupe de la compétition métropolitaine, et le club guadeloupéen de Sainte-Anne, champion ultramarin.
| Finale       | Intrépide Handball Club | 36 - 42 | Sun A.L. Bouillargues | Halle Georges-Carpentier, Paris |
| 10 juin 2017 |                         |         |                       |                                 |